# Brigitte Kurmann-Schwarz

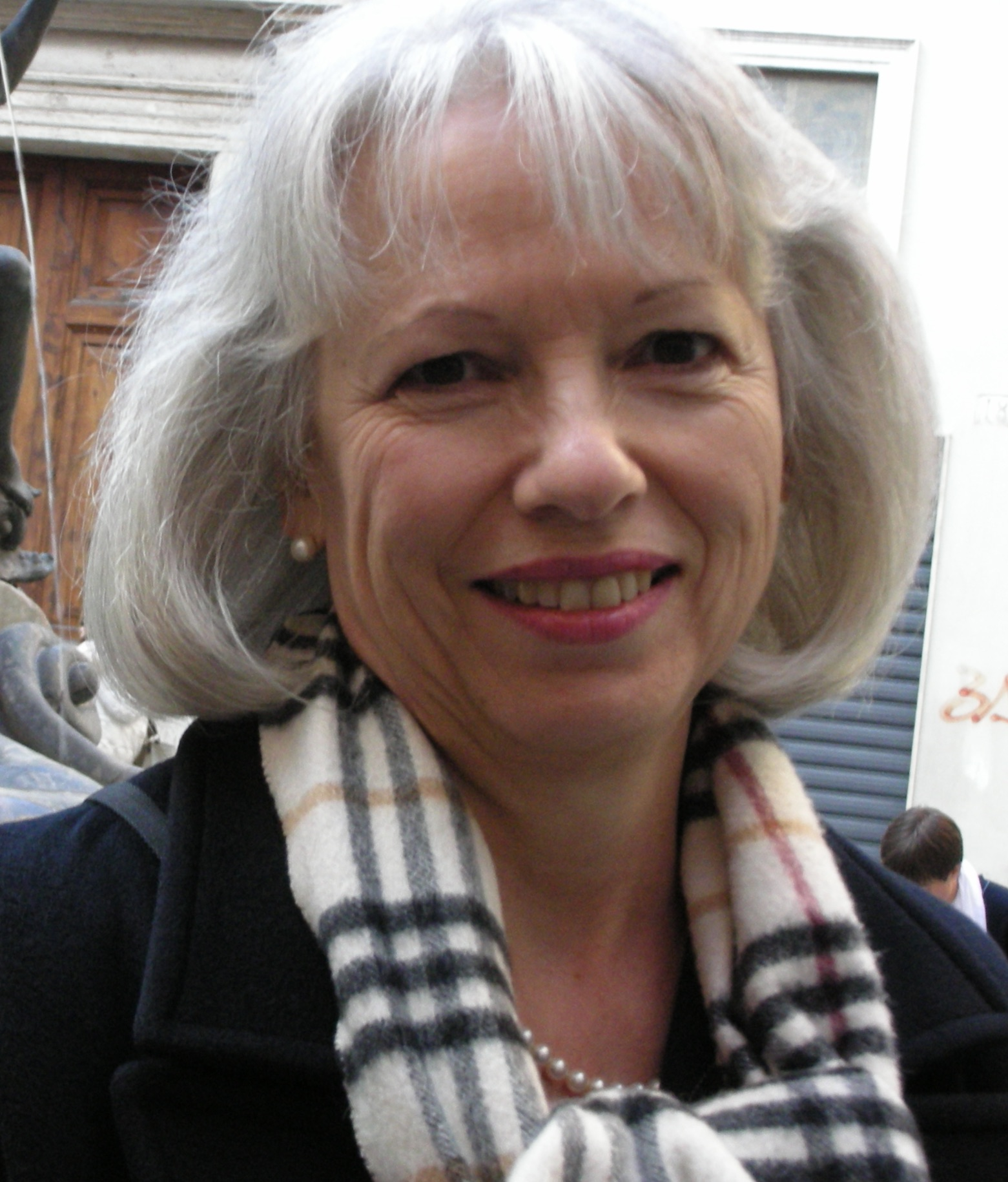
Brigitte Kurmann-Schwarz, aufgenommen 2008 von Peter Kurmann vor der Fontana delle Tartarughe in Rom

Brigitte Kurmann-Schwarz (* 9. April 1951 in Biel/Bienne) ist eine Schweizer Kunsthistorikerin, die schwerpunktmässig über die Glasmalerei forscht.

## Leben und Wirken
Sie studierte von 1971 bis 1979 an der Universität Bern. Dort wurde sie im Sommersemester 1984 mit einer Arbeit über die französischen Glasmalereien um 1450 promoviert. Ab 1992 war sie wissenschaftliche Mitarbeiterin am Vitrocentre in Romont. Ihre Habilitation erfolgte im Wintersemester 1997 an der Johannes Gutenberg-Universität Mainz im Fach Kunstgeschichte mit einer Arbeit über die Glasmalereien des 15. bis 18. Jahrhunderts im Berner Münster. An der Universität Zürich erfolgte im Sommersemester 2001 ihre Umhabilitation. Ab Sommersemester 2002 lehrte sie als Privatdozentin an der Universität Zürich. Sie wurde 2009 zur Titularprofessorin am Kunsthistorischen Institut der Universität Zürich ernannt.
Seit 1990 ist sie Mitglied der Kommission für das Corpus Vitrearum der Schweizerischen Akademie der Geistes- und Sozialwissenschaften. Im Jahr 1998 wurde sie zur Vizepräsidentin und Schatzmeisterin des Internationalen Komitees des Corpus Vitrearum sowie 2004 zur Präsidentin des Internationalen Komitees des Corpus Vitrearum gewählt. Im Jahr 2008 erfolgte ihre Wiederwahl zur Präsidentin für weitere vier Jahre. Sie organisierte das 25. Internationale Kolloquium des Corpus Vitrearum in der Eremitage zu St. Petersburg «Glasmalereisammlungen und ihre Geschichte» zusammen mit dem Präsidium des Internationalen Corpus Vitrearum und dem russischen Nationalkomitee des Corpus Vitrearum.
Ihre Forschungsschwerpunkte sind die Glasmalereien vom Mittelalter bis zur Gegenwart. Sie arbeitet über die Glasmalereien des 14. und 15. Jahrhunderts der Kathedrale von Bourges. Im Jahr 1988 erschien ihre Dissertation Französische Glasmalereien um 1450. Ein Atelier in Bourges und Rom. Weitere Forschungsschwerpunkte sind die Kunstgeschichte als Mediengeschichte, die gotische Kirche als Medienverbund, Frauen und Kunst im Mittelalter sowie die Rezeptionsgeschichte und Historiographie. Mit ihrem Ehemann Peter Kurmann veröffentlichte sie ein Werk über die Landshuter Kirche St. Martin und eine vielbeachtete Darstellung über die Kathedrale von Chartres.

## Schriften
Schriftenverzeichnis
- Katharina Georgi, Barbara von Orelli-Messerli, Eva Scheiwiller-Lorber, Angela Schiffhauer (Hrsg.): Licht(t)räume. Festschrift für Brigitte Kurmann-Schwarz zum 65. Geburtstag (= Studien zur internationalen Architektur- und Kunstgeschichte. Band 138). Michael Imhof Verlag, Petersberg 2016, ISBN 978-3-7319-0332-1, S. 248–256.

Monographien
- mit Jean-Philippe Meyer: La cathédrale de Strasbourg. Chœur et transept. De l’art roman au gothique. Société des amis de la cathédrale de Strasbourg, Strassburg 2010.
- mit Peter Kurmann: Chartres. Die Kathedrale (= Monumente der Gotik. Band 3). Schnell + Steiner, Regensburg 2001, ISBN 3-7954-1234-X.
- Die Glasmalereien des 15. bis 18. Jahrhunderts im Berner Münster. Benteli-Verlag, Basel 1998, ISBN 3-7165-1061-0.
- Die mittelalterlichen Glasmalereien der ehemaligen Klosterkirche Königsfelden. Stämpfli, Bern 2008, ISBN 978-3-7272-1118-8.
- St. Martin zu Landshut (= Hans von Burghausen und seine Kirchen. Band 1). Trausnitz, Landshut 1985, ISBN 3-923009-06-2.
- Französische Glasmalereien um 1450. Ein Atelier in Bourges und Rom. Benteli, Bern 1988, ISBN 3-7165-0577-3.

Herausgeberschaften
- mit Elizabeth Carson Pastan: Investigation in medieval stained glass. Materials, methods, and expressions (= Reading medieval sources. Band 3). Brill, Boston/Leiden 2019, ISBN 978-90-04-39572-5.